# Porta d'Aquitania
La porta d'Aquitania (in francese porte d'Aquitaine) è una porta storica di Bordeaux costruita in stile classicista alla metà del XVIII secolo e situata all'ingresso meridionale della città, in place de la Victoire.